# Orde van de Heilige Schatten

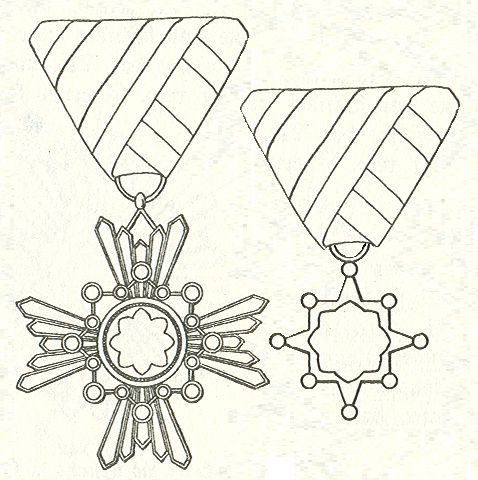
VIe en VIIe Klasse van de Orde van de Heilige Schatten

De Orde van de Heilige Schatten (Japans: 瑞宝章, Zuihōshō), ook "Orde van de Spiegel" of "Orde van de Gelukkige Geheiligde Schat" werd op 3 januari 1888 door Keizer Meiji gesticht. Deze Japanse ridderorde is een orde van verdienste naar Europees model en telt acht, door het Europese protocol geïnspireerde, graden.
Het Japanse Keizerrijk kent geen kroon of scepter. De regalia van Japan zijn, voor zover de term van toepassing is, de "heilige schatten" die van keizer op keizer worden doorgegeven in een doos die nooit wordt geopend. Naar verluidt zijn deze oeroude schatten een spiegel, de "Yata no kagami", een zwaard, "Kusanagi no Tsurugi", en een juweel, "Yasakani no Magatama", vermoedelijk van jade. Daarnaast zou er sprake zijn van een kam. Sinds 1919 wordt de Orde ook aan dames verleend. Binnen de hiërarchie van de Japanse orden geldt deze onderscheiding als de laagste in rang.
De Sultans van Jogjakarta verlenen sinds het midden van de 19e eeuw hùn Orde van de Heilige Schatten van de Kraton van Jogjakarta. De orden hebben niets met elkaar te maken.

## De graden van de orde en de personen waarvoor de orde bij de oprichting werd bestemd

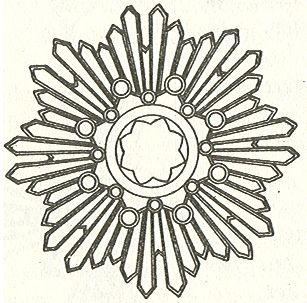
ster

- Ie Klasse, Zuihō daijushō of Grootkruis

Het kleinood is een achtpuntige kruisvormige ster aan een breed lint over de rechterschouder. De ster wordt op de linkerborst gedragen.
Deze decoratie wordt aan luitenant-generaals, viceadmiraals en gezanten toegekend. Zij moeten dan wel in het bezit van de IIe klasse van de Orde van de Rijzende Zon zijn.
- IIe Klasse, Zuihō shūkōshō of Grootofficier

Het kleinood is een achtpuntige kruisvormige ster. Er is geen lint en de ster wordt op de linkerborst gedragen.
Deze decoratie wordt toegekend aan vlagofficieren, consuls-generaal en hoge ambtenaren die al met de IIIe klasse van de Orde van de Rijzende Zon zijn onderscheiden.
- IIIe Klasse, Zuihō chūjushō of Commandeur

Het kleinood is een achtpuntige kruisvormige ster aan een lint om de hals. De ster wordt op de rechterborst gedragen.
Deze decoratie wordt toegekend aan kolonels, consuls die al zes jaar in Japan zijn en daarom al eerder met de Orde van de Heilige Schatten IVe Klasse zijn onderscheiden en hogere ambtenaren.
- IVe Klasse, Zuihō shōjushō of Officier

Het kleinood is een achtpuntige, kruisvormige ster aan een lint met rozet, en wordt op de linkerborst gedragen.
Deze decoratie wordt toegekend aan kapiteins en majoors, hogere ambtenaren en medewerkers van diplomaten die al met de Ve klasse van de Orde van de Rijzende Zon zijn onderscheiden.
- Ve Klasse, Zuihō sōkōshō of Ridder de Eerste Klasse

Het kleinood is een achtpuntige kruisvormige ster en wordt aan een lint op de linkerborst gedragen.
Deze decoratie wordt toegekend aan kapiteins, eerste luitenants en ambtenaren, maar ook aan drie jaar in Japan werkzame attachés en medewerkers van ambassades die al met de VIe klasse van de Orde van de Rijzende Zon zijn onderscheiden.
- VIe Klasse, Zuihō tankōshō of Ridder der Tweede Klasse

Het kleinood is een zilveren achtpuntige kruisvormige ster en wordt op de linkerborst gedragen.
Deze decoratie wordt toegekend aan luitenants en lagere ambtenaren maar ook aan drie jaar in Japan werkzame medewerkers van ambassades. Ook het niet adellijke of eerder gedecoreerde personeel van bezoekende vorstelijke personen komt voor deze medaille in aanmerking.
- VIIe Klasse of Ereteken

De medaille is een gouden spiegel en wordt aan een lint gedragen.
Deze decoratie wordt toegekend aan onderofficieren, maar ook aan lagere ambtenaren die de Orde van de Heilige Schatten VIIIe Klasse al bezitten. Ook het personeel van bezoekende vorstelijke personen komt voor deze medaille in aanmerking.
- VIIIe Klasse of Ereteken der Tweede Klasse

Deze zilveren decoratie wordt aan soldaten en matrozen toegekend. Ook het lager geplaatste personeel van bezoekende vorstelijke personen komt voor deze medaille in aanmerking.

## De versierselen van de Orde
Het kleinood is een kruisvormige ster met twintig gouden witgeëmailleerde stralen. Rond de spiegel in het midden is de achthoekige zilveren spiegel in een blauw medaillon met een gouden rand met 12 rode parels gevat. Onder de witte stralen liggen purperen stralen.
De kleinoden van de eerste vijf klassen zijn gelijk en verschillen alleen in grootte, maar het kleinood van de Ve klasse (Ridder der Ie Klasse) heeft zilveren stralen, en bij de VIe klasse is alle goud door zilver vervangen.
Bij de kleinodiën van de VIIe en VIIIe Klasse zijn de stralen weggelaten.
De sterren bestaan uit acht gebundelde stralen van ongelijke lengte. De horizontale en verticale stralenbundels zijn verguld en de diagonale bundels zijn van zilver. Onder de stralen liggen korte hemelsblauwe stralen. Het medaillon is een zilveren spiegel met een blauwe rand binnen een gouden ring met parels.
In 2003 werden de VIIe en VIIIe graad afgeschaft. Het kleinood heeft in dat jaar een verhoging in de vorm van drie paulowniabloemen gekregen.
Het lint is helblauw met twee oranje strepen. De Ridders dragen het lint in een trapeziumvormige opmaak en dames dragen de Orde aan een strik.

## De hervorming van 2003
In 2003 werd de orde hervormd. De VIIe en VIIIe Graad vervielen. Het kleinood werd nu aan een paulowniabloem bevestigd. Al spreekt het Bureau voor Decoraties van de Japanse regering van een bloem, van de Chrysanthemum.

## Dragers van de Orde van de Heilige Schatten
Onder de dragers van deze decoratie bevonden zich enkele Nederlanders, de in Japan bewonderde Nederlandse Judoka Anton Geesink en de Nederlandse Waterbouwkundige Johannis de Rijke.

### Ie Klasse
- Otto Abetz[1]
- Daniel Boorstin, 1986[2]
- Avery Brundage[3]
- Hugh Cortazzi, 1995.[4]
- Takuma Dan, 1932[5]
- Milton Friedman[1]
- Daniel Hays, 2000[1]
- James McNaughton Hester, 1981[6]
- Masaru Ibuka (1908–1997).[7]
- Umezawa Michiharu, 1914[8]
- Kokichi Mikimoto, 1954[1]- 21 september 1954[9]
- Akio Morita, 1991[10]- 29 april 1991[11]
- Nakamura Utaemon VI, 1996.[12]
- Henry Francis Oliver (1865–1965).[13]
- Radhabinod Pal, 1966.
- Julian Ridsdale (1915–2004).[14]
- Shoichiro Toyoda, april 1995[15].
- Hugh Trenchard, 1921[16]
- Franz Halder, 12 augustus 1943
- Erhard Milch, december 1937

### IIe Klasse, met gouden of zilveren ster
- Herbert W. Armstrong (1892–1986).[1]
- W. Edwards Deming (1900–1993).[17]
- Kaoru Ishikawa (1915–1989).[18]
- Joseph M. Juran (1904–2008).[19]
- Bernard Leach (1887–1979).[20]
- Richard W. Pound, 1998.[21]
- Johannis de Rijke, 1903. [22]
- Jacob Schiff (1847–1920).[23]
- Henry W. Taft (1859–1945).[24]
- Akira Toriyama (1898–1994).[25]
- Eugene P. Wilkinson.[26]
- Sakıp Sabancı (1993–2004)[27]
- Yuet Keung Kan (1913-)
- Jhr. Mr. W. Roëll (1837-1915)[28]

### IIIe Klasse
- Frank Shozo Baba (1915–2008)
- Dettmar Cramer, 1971
- Robert Günther, 1929.[29]
- Samuel Hill, 1922.[30]
- Frederick J. Horne, 1919.[31]
- Akira Ifukube (1914–2006).[1]
- Miles Wedderburn Lampson (1880–1964).[32]
- Trevor Leggett (1914–2000).[33]
- Masao Maruyama (1914–1996).[34]
- Genzô Murakami, 1981.[1]
- Isamu Noguchi (1904–1988).[35]
- Thomas Noguchi, 1999.[36]
- Leonard Pronko[1]
- Eric Gascoigne Robinson (1882–1965).[1]
- Tadahiro Sekimoto (1926–2007).[37]
- Herbert Cyril Thacker (1870–1953).[38]
- Charles E. Tuttle (1915–1993).[39]
- Masanobu Tsuji (1902–1961).[40]
- Takeo Uesugi, 2010[41]
- Arthur Young (1907-1979).[1]
- Elizabeth Gray Vining (1902–1999)[42]
- Yuet Keung Kan (1913)
- Jhr. Mr. George van Tets van Goudriaan (1882-1948)[43]
- A.C.A. van Vuuren (1865-1932), waarnemend burgemeester van 's-Gravenhage.[44]

### IVe Klasse
- Keiko Fukuda, 1990[45]
- Herbert Keppler, 2002[46]
- Hidetaka Nishiyama, 2000[47]
- Junnosuke Ofusa (1908–1994)[48]
- Richard Ponsonby-Fane (1878–1937).[49]
- Shozo Sato, 2004[50]
- Oskar Ritter und Edler von Xylander[51]
- Mr. E. Baron van Heerdt tot Eversberg, gezantschapssecretaris.[43]

### Ve Klasse in zilver of goud
- George Edward Luckman Gauntlett (1868–1956).[52]
- Friedrich Hirzebruch, 1996.[53]
- Chiura Obata (1885–1975).[54]
- E.L.F. Themps, hoofdcommies van het Departement van Buitenlandse Zaken.[43]
- Frans Jan Willem van Straaten (1872-1923), hoofdcommies van het Departement van Buitenlandse Zaken.[55]
- C.V. Riemens, controleur bij het Departement van den Hofmaarschalk.[44]
- L. Legemans, administrateur bij het koninklijke staldepartement.[44]

### In een onbekende graad in de orde benoemd
- Jackson Bailey, 1988.[1]
- Faubion Bowers.[56]
- Ernesto Burzagli (1873–1944).[57]
- Winfield Scott Chaplin (1847–1918).[58]
- George Ramsay Cook, 1994.[1]
- David Culver.[1]
- Dorothy DeLay.[59]
- Mamadou Diarra, 1988.[60]
- Robert Lawrence Eichelberger.[61]
- Anton Geesink.[62]
- John Whitney Hall.[63]
- Heinrich Hertz.[1]
- Marcel Junod, 1961.[1]
- Kume Kunitake, 1889.[64]
- Tokubei Kuroda (1886–1987).[65]
- Takahira Kogoro (1854–1926).[66]
- Tetsuko Kuroyanagi, 2003.[67]
- Toshirō Mifune, 1993.[68]
- William Henry O'Connell
- Lawrence Olson, 1987.[69]
- Jean-Jacques Origas, 1998.[1]
- John Roderick, 1985.[70]
- Renato Ruggiero.[71]
- Edmund Charles Wyldbore Smith (1877–1938).[72]
- Kenjiro Takayanagi, 1989.[73]
- Eiji Tsuburaya, 1970.[74]
- Morihei Ueshiba (1883–1969).[1]
- J.R. Wasson (1855–1913).[75]
- Yosh Uchida, 1986.[62]
- Yoshikawa Eiji, 1962.[76]

## Afbeeldingen

Orde van de Heilige Schatten
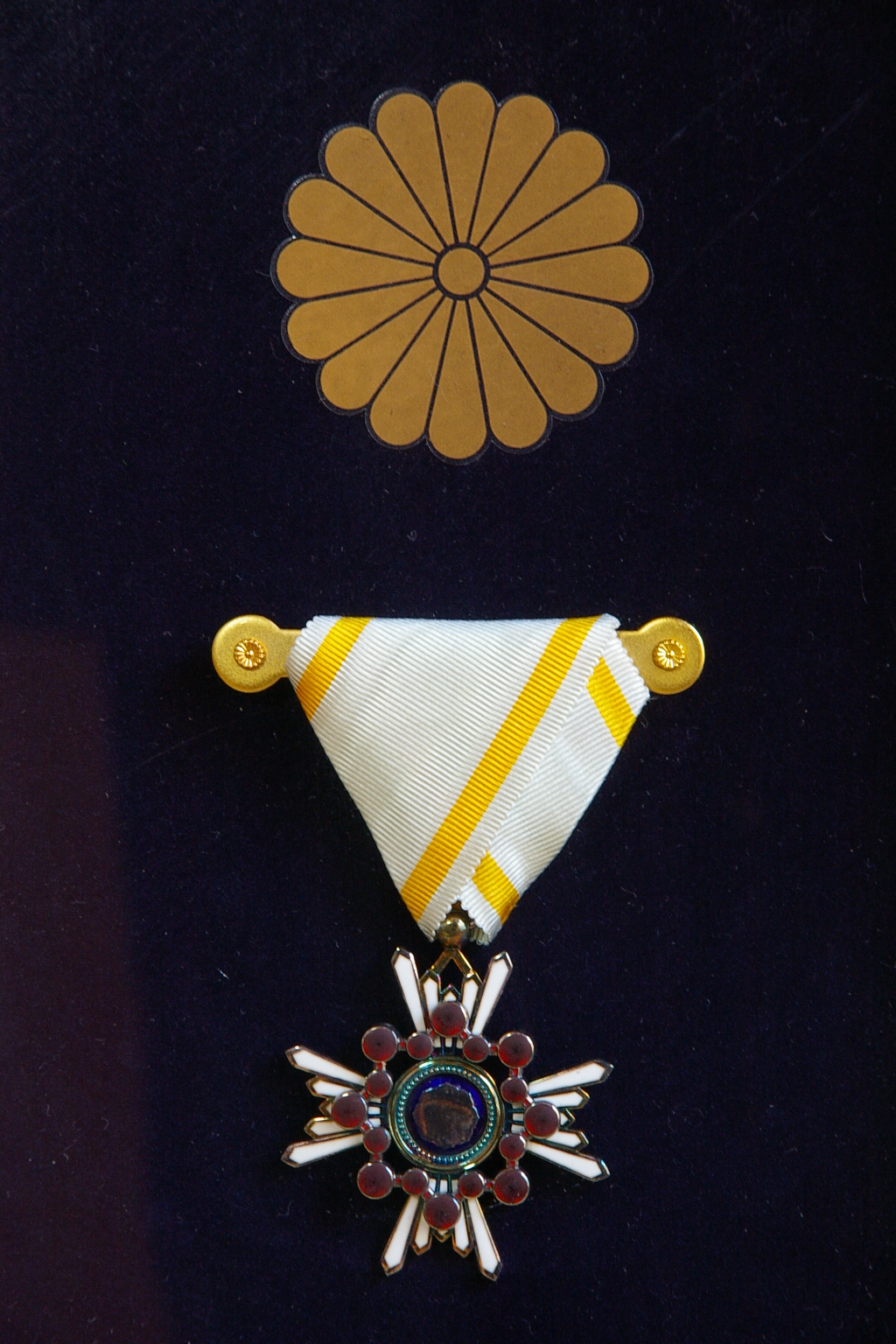
Ve Klasse)
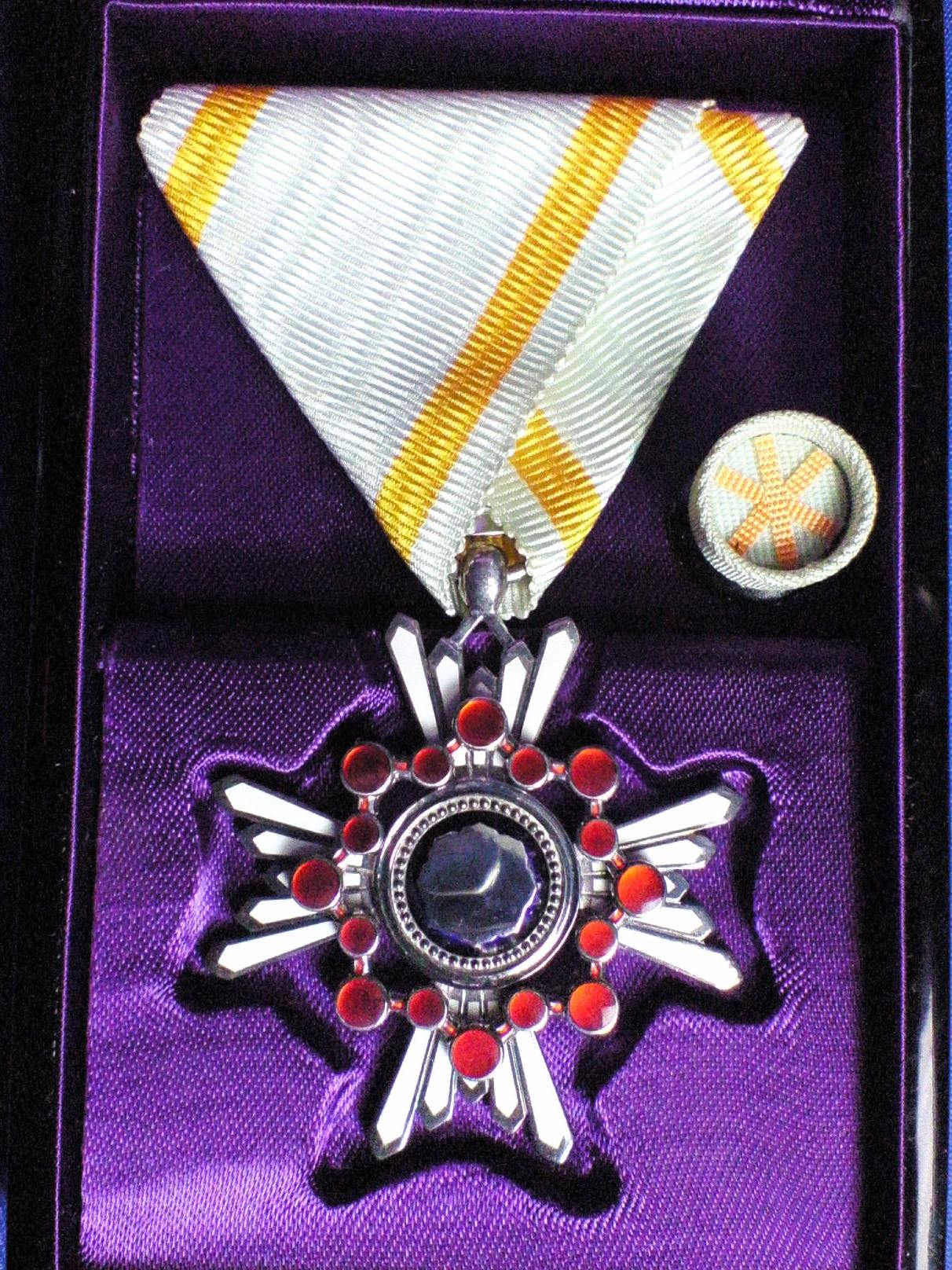
VIe Klasse)